# Gozdawnica
Gozdawnica (także Kanał Gójsk) – struga, prawy dopływ Skrwy o długości 34,17 km. Płynie przez Pojezierze Chełmińsko-Dobrzyńskie.

## Przebieg
Źródło strugi znajduje się na terenie gminy Rypin w miejscowości Puszcza Rządowa, niedaleko źródła Rypienicy. Początkowo płynie na południe między innymi przez Czumsk Duży. W okolicach miejscowości Podlesie skręca na południowy wschód, przepływa przez Gójsk, uchodzi do Skrwy w okolicach Mieszczka.